# 山本賢一
山本 賢一（やまもと けんいち、1954年10月11日 - ）は、日本の政治家。岩手県軽米町長（5期）。

## 来歴
岩手県九戸村戸田生まれ。岩手大学卒業。岩手北部農業共済組合二戸家畜診療所長を経て、2003年（平成15年）の軽米町長選挙に立候補し初当選。2月2日、町長就任。2007年（平成19年）は無投票で再選。2011年（平成23年）は元町議を退けて3選。2015年（平成27年）は新人2人を制して4選。
2018年（平成30年）6月15日、町内で飲食店を経営する女性から強制わいせつ容疑で岩手県警二戸署に告訴状を提出された。二戸署は同年11月26日までに山本を強制わいせつ容疑で盛岡地検に書類送検した。2019年12月27日に盛岡地検は山本を不起訴処分とした。
2019年（平成31年）、5選を果たした。
2023年（令和5年）、6選を果たした。